# Caudeval
Caudeval (en occitano Caudabalh) era una comuna francesa situada en el departamento de Aude, de la región de Occitania, que el 1 de enero de 2016 pasó a ser una comuna delegada de la comuna nueva de Val-de-Lambronne al fusionarse con la comuna de Gueytes-et-Labastide.

## Demografía
| Gráfica de evolución demográfica de Caudeval entre 1800 y 2013 |
|                                                                |

Los datos demográficos contemplados en este gráfico de la comuna de Caudeval se han cogido de 1800 a 1999 de la página francesa EHESS/Cassini, y los demás datos de la página del INSEE.